# Cesare Braico
(Nino Bixio)
Cesare Braico (Brindisi, 24 ottobre 1816 – Roma, 25 luglio 1887) è stato un patriota, medico e politico italiano che ha partecipato all'impresa garibaldina dei Mille ed è stato eletto deputato di Brindisi.

## Biografia
Nasce a Brindisi nel 1816, da Bartolomeo e Carolina Carrasco.  Laureatosi in medicina all'Università di Napoli, partecipò attivamente alla rivoluzione del 1848 al fianco di Luigi Settembrini. L'anno successivo fu arrestato dalla polizia borbonica e costretto in prigione con lo stesso Settembrini, Carlo Poerio e Michele Pironti: al processo fu condannato a 25 anni di reclusione da scontare nel penitenziario di Nisida; da lì fu spostato al Bagno penale di Ischia, poi nel più sicuro carcere di Montefusco e infine a Montesarchio, ultima tappa prima della deportazione in America, disposta dal re Ferdinando II per far tacere le pressioni degli ambasciatori esteri, disgustati dalle angherie a cui il regime sottoponeva i carcerati politici. Ma il colpo di mano di Raffaele Settembrini, figlio di Luigi, riuscì a far dirottare la nave a Queenstown, in Irlanda, liberando così il Braico e altri 67 condannati.
Una volta libero, Braico fece ritorno in Italia e si arruolò volontario nell'esercito piemontese per partecipare alla battaglia di Solferino e San Martino, come soldato e come medico. 
Nel 1860 fece parte della spedizione dei Mille, ottenendo da Nino Bixio il riconoscimento di eroe.
Dopo l'Unità venne eletto deputato nel primo Parlamento italiano. Partecipò alla terza guerra d'indipendenza. 
Nel quadro della sua attività di parlamentare fu Presidente del Consiglio di Sanità.
Infine si ritirò a vita privata, ma ammalatosi, morì nell'ospedale di Santa Maria della Pietà a Roma.Le sue spoglie furono trasportate e tumulate nel cimitero di Brindisi.

## Riconoscimenti
La sua città natale, Brindisi, gli ha intitolato una strada, la via che da Corso Umberto porta a Corso Roma, e un parco.
La Società dei Reduci, il 9 febbraio 1893, fece murare sulla casa in cui nacque (palazzo Poli), un marmo recante l'epigrafe dettata dal professor Lorenzo Calabrese.
Il 16 giugno del 1968, l’Università del Tempo Libero, gli innalzò, nel triangolo fra via Saponea, via Alfredo Cappellini e corso Roma, un busto in bronzo, opera di Alessandro Fiordegiglio.

## Scritti
- Ricordi della galera, con prefazione e note di Alberto Del Sordo, Napoli, Conte, s.d.;